# اندیس مرمریت نورآباد
مرمریت نورآباد* یک اندیس مصالح ساختمانی است که در استان یزد قرار دارد و مادهٔ معدنی موجود در آن، مرمریت است.